# Archlebov
Archlebov (dříve Arklebov, Artlebov, německy Archlebau) je obec v okrese Hodonín v Jihomoravském kraji, 12 km severozápadně od Kyjova, 3 km jihozápadně od Ždánic a 25 kilometrů severozápadně od Hodonína. Žije zde 876 obyvatel. Ze severu na jih protéká obcí Spálený potok, levostranný přítok Trkmanky. 
Jedná se o vinařskou obec ve Slovácké vinařské podoblast (viniční tratě: Maliny, Dubová, Padělky, Panský).
Sousedními obcemi sídla jsou Želetice, Žarošice, Dražůvky, Ždánice a Uhřice.

## Název
Název vesnice byl odvozen od osobního jména Archleb (jehož variantou byl Arkleb), což byl český hláskový převod německého jména Hartleb. Název vesnice se též psal Arklebov a Hartlebov/Artlebov a jeho význam byl "Archlebův majetek". Nositelem jména patrně byl opat velehradského kláštera Arkleb písemně doložený k roku 1257, z jehož popudu asi vesnice vznikla.

## Historie
V sousedství dnešního hřbitova proběhl v roce 2014 archeologický průzkum, při kterém bylo nalezeno polykulturní pohřebiště. Nejstarší hroby kočovníků kultury se šňůrovou keramikou byly staré přes 4 000 let. Další nálezy pocházely z období kultury se zvoncovitými poháry a únětické kultury. Jižně od obce v místě zvaném Bohutsko bývala osada Bohutice. V roce 1368 už byla uváděna jako pustá.
První písemná zmínka o Archlebově pochází z roku 1349, kdy byla ves v držení Bohuše ze Ždánic. V předbělohorské době zde býval bratrský sbor. Po bitvě u Slavkova v roce 1805 zde bylo ubytováno 600 francouzských vojáků, kteří vyplenili zásoby místních obyvatel. Na choleru zemřelo v roce 1831 celkem 34 lidí. Roku 1845 byla postavena nová škola. V roce 1866 zemřelo při epidemii cholery 122 osob a musel být zřízen náhradní hřbitov na místě zvaném Podseče za Pustým. V První světové válce padlo 32 místních občanů. V legiích jich bojovalo jedenáct. Elektřina zde byla zavedena v roce 1928. Roku 1930 vznikla na hranici katastru osada Žandovský mlýn. Během druhé světové války zahynula v koncentračním táboře židovská rodina Vodákova. Na konci války padl občan Emil Jarolík a tři domy byly poškozeny výbuchem bomby. Obec byla osvobozena 28. dubna 1945. V letech 1947–1951 byla postavena nová škola.
Právo užívat znak a vlajku bylo obci uděleno rozhodnutím předsedy Poslanecké sněmovny Parlamentu České republiky dne 22. ledna 2001.

## Základní informace
Archlebov vznikl jako kolonizační osada. Hlavní linie současné zástavby tvoří Spálený potok ve směru sever – jih a komunikace I/54 ve směru východ – západ. Katastrální území má rozlohu 1 332 ha, přičemž orná půda zaujímá více než 51 % výměry a lesní porosty pokrývají 33 %.
V Archlebově se nachází základní škola, mateřská škola, zdravotní středisko, pošta, pohostinství, prodejny smíšeného zboží, je zaveden plyn, vodovod a kanalizace.

## Vývoj počtu obyvatel
| Rok            | 1869 | 1880  | 1890  | 1900  | 1910  | 1921  | 1930  | 1950  | 1961  | 1970  | 1980  | 1991 | 2001 | 2011 | 2021 |
| -------------- | ---- | ----- | ----- | ----- | ----- | ----- | ----- | ----- | ----- | ----- | ----- | ---- | ---- | ---- | ---- |
| Počet obyvatel | 994  | 1 128 | 1 184 | 1 214 | 1 278 | 1 327 | 1 262 | 1 192 | 1 288 | 1 142 | 1 002 | 906  | 908  | 850  | 842  |
| Počet domů     | 237  | 257   | 267   | 278   | 284   | 297   | 333   | 354   | 346   | 337   | 311   | 346  | 354  | 353  | 353  |

## Osobnosti
- Karel Jurek (1906–1998), místní kronikář a správce muzea
- Tomáš Ždánský (1915–1998), římskokatolický kněz a publicista
- Františka Poláčková (*1926), folkloristka

## Cikáda viničná (Tibicina haematodes)
Jediná lokalita výskytu cikády viničné v České republice se nachází v katastru obce Archlebov. Lokalita se nazývá Dubový vrch. Tento druh se zde vyskytuje od nepaměti a přezdívá se mu tady "archlebský crčák". 
Přestože je tento teplomilný druh hmyzu řazený mezi zvláště chráněné druhy dle Přílohy III vyhlášky č. 395/1992 Sb. ve znění vyhlášky č. 175/2006 Sb., a to v kategorii kriticky ohrožený, speciálně se zde stále nechrání. Jediná ochrana je nyní to, že zainteresovaní lidé do pozorování a ochrany drží tento senzační a dlouhodobý výskyt spíše pod pokličkou. 
Hlavní pozorování a sběr dat proběhlo v letech 2015-2016 díky entomologovi Mgr. Igoru Malenovskému, Ph.D. v rámci projektu Rozšíření a biologie cikády viničné (Tibicina haematodes) v České republice. 
V roce 2016 provedl ČSOP Morava čištění přilehlého zarostlého sadu, aby pomohl vytvořit co nejlepší podmínky pro její další rozmnožování. Od té doby je sad pravidelně jednou ročně spásán a díky tomu se zde daří i ohroženým druhům rostlin. 
Od roku 2023 se o stav cikády viničné v Archlebově ve větší míře začali zajímat zástupci obce a místní nadšenci, kterým se podařilo vyjednat s podporou doktora Malenovského a ČSOP Morava dohodu s Lesy ČR o přesunu zařazení území jejího výskytu do kategorie "les zvláštního určení" v novém plánu hospodaření od roku 2025. Nad maloplošným chráněným územím visí otazník.

## Pamětihodnosti
- Kostel sv. Šebestiána a sv. Rocha nechal v letech 1729–1731 vystavět kníže Josef Václav z Lichtenštejna. Předchozí kostel vznikl v roce 1639 opravou staršího bratrského sboru. Ve věží je zavěšen zvon s nápisem Milujte spravedlnost, kteříž soudíte zemi a myslete o Pánu Bohu (první verš starozákonní Knihy Moudrosti). Byl odlit ve Vyškově roku 1558 a z této dílny se na Moravě dosud dochovalo sedm zvonů.[13] Fara byla postavena v roce 1784.
- Výklenková kaplička, poklona svatého Jana Nepomuckého z 1. poloviny 18. století
- Kříže
- Pomník padlých v 1. a 2. světové válce
- Přírodní památka Ochozy

## Galerie

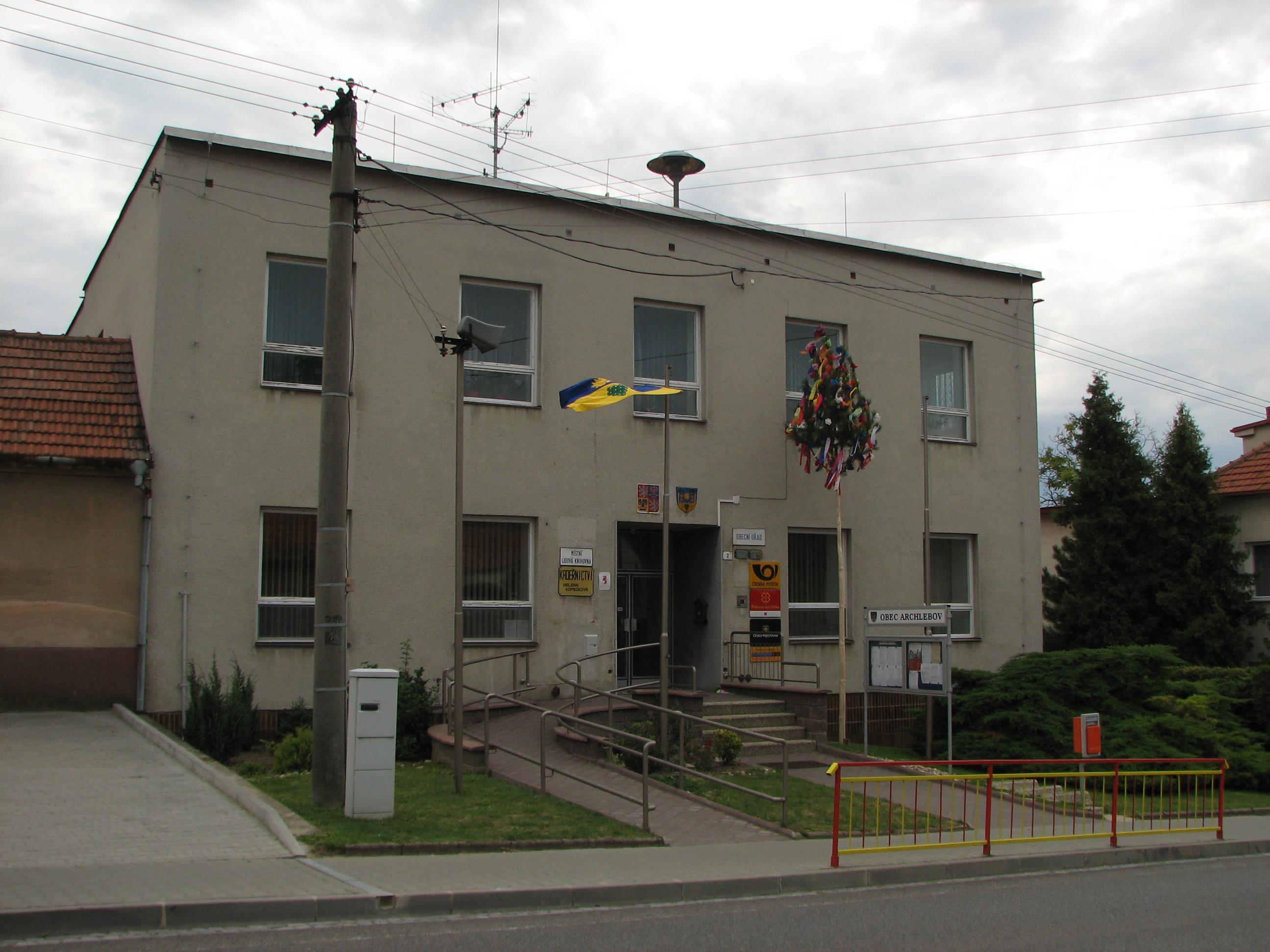
Obecní úřad
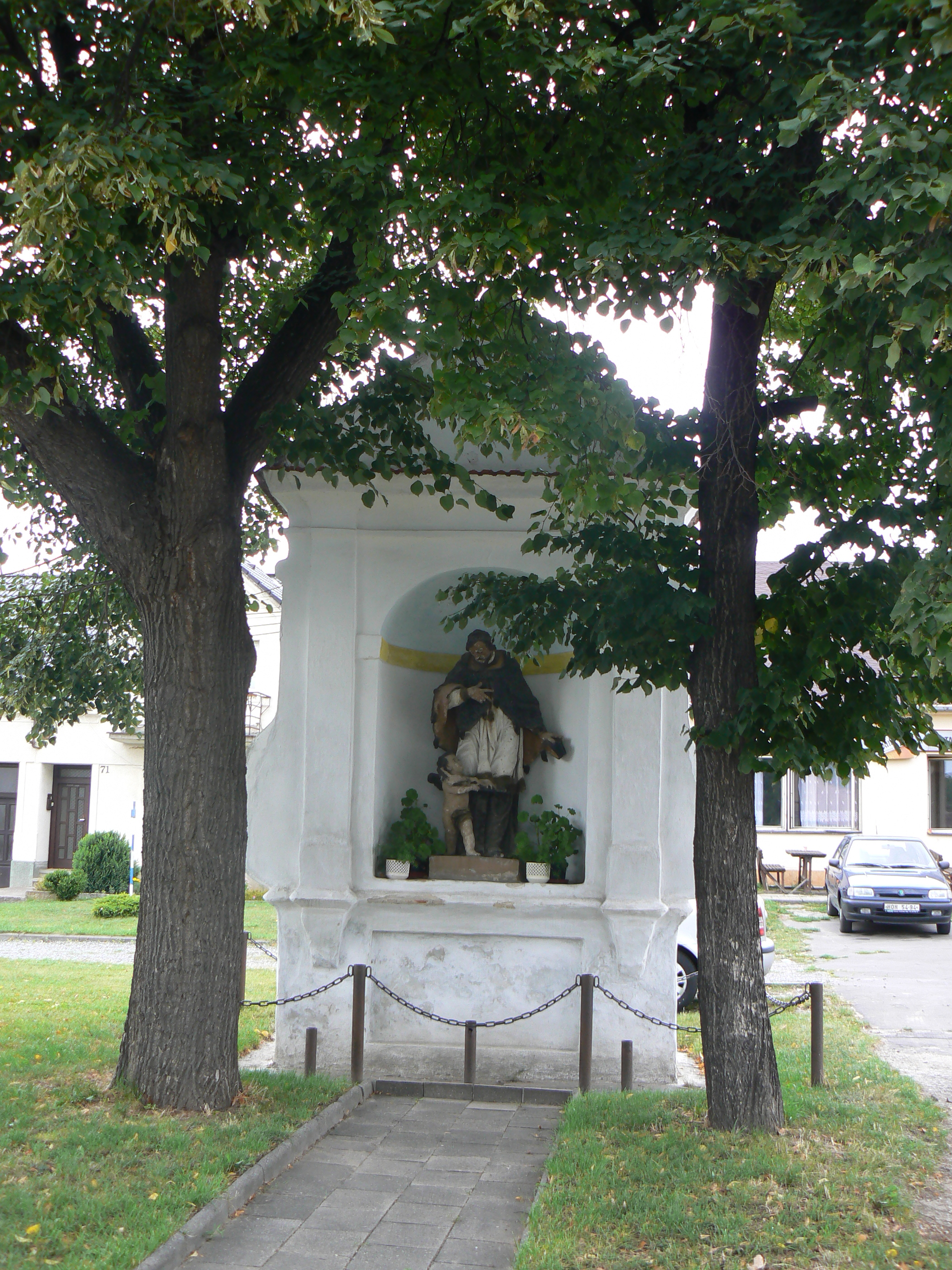
Kaple sv. Jana Nepomuckého
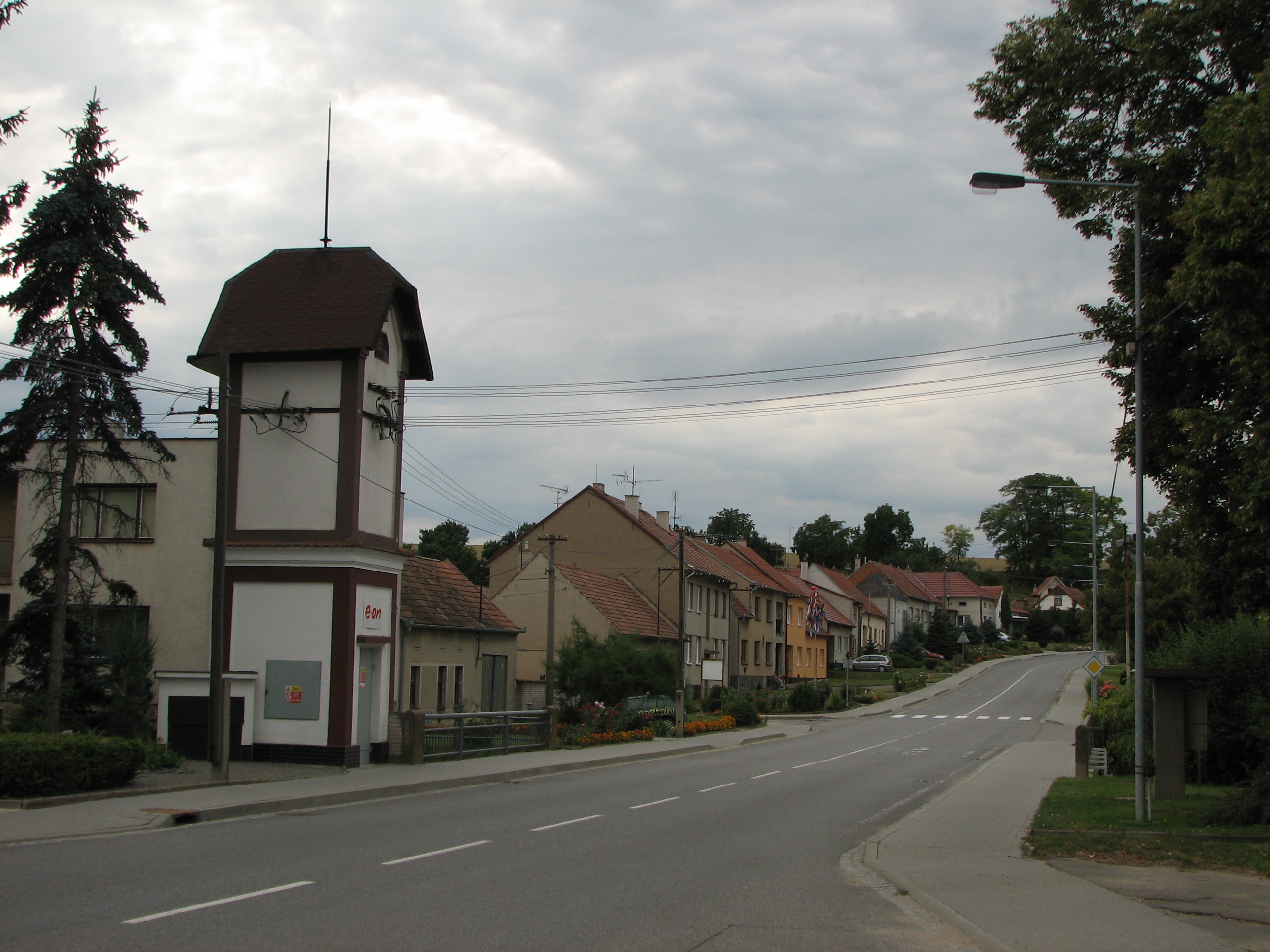
Náves
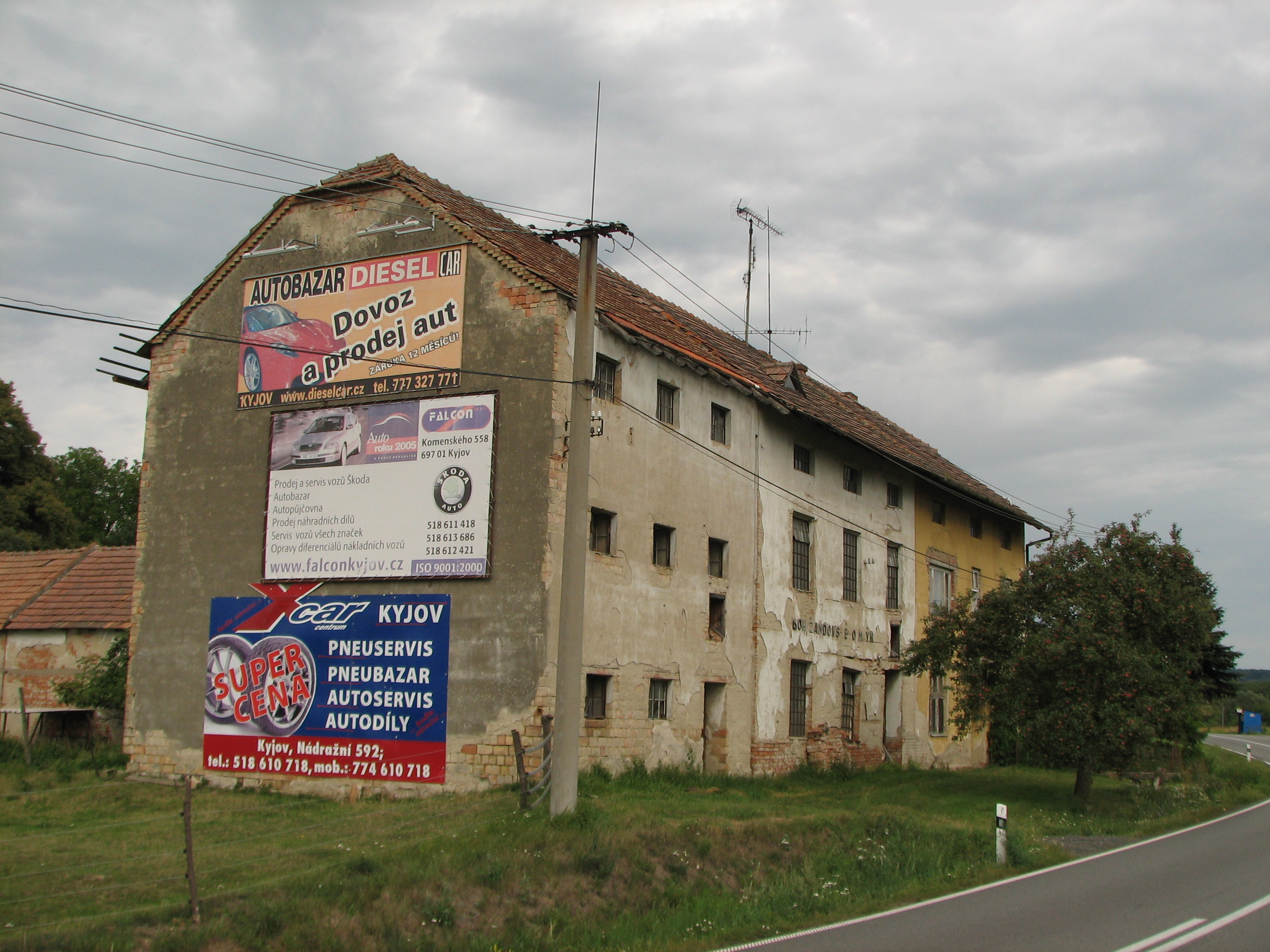
Žandovský mlýn